# Castelbaldo
Castelbaldo es una localidad y comune italiana de la provincia de Padua, región de Véneto, con 1.645 habitantes.

## Evolución demográfica
| Gráfica de evolución demográfica de Castelbaldo entre 1861 y 2001 |
|                                                                   |
| Fuente ISTAT - elaboración gráfica de Wikipedia                   |